# Hochseedorsche
Die Hochsee- oder Schwarzdorsche (Melanonus) sind die einzige Gattung innerhalb der gleichnamigen Familie und gehören zur Ordnung der Dorschartigen Fische (Gadiformes). Es handelt sich dabei um kleine, 18 bis 28 Zentimeter lang werdende Fische, die meso- und bathypelagisch (in Tiefen von 150 bis 3000 Metern) leben.

## Merkmale
Hochseedorsche haben eine langgestreckte erste Rückenflosse, die von 67 bis 81 weichen Flossenstrahlen gestützt wird. Die Afterflosse ist ebenfalls lang, mit 50 bis 61 Flossenstrahlen. Die kleine zweite Rückenflosse ist mit der kleinen, in einer Spitze endenden Schwanzflosse zusammengewachsen. Barteln sind nicht vorhanden. Die Farbe der Fische ist dunkelbraun.
Es gibt nur zwei Arten:
- Melanonus gracilis Günther, 1878, lebt im Südpolarmeer.
- Melanonus zugmayeri Norman, 1930, lebt im Atlantik, im Pazifik und im Indischen Ozean.